# Aura Herzog

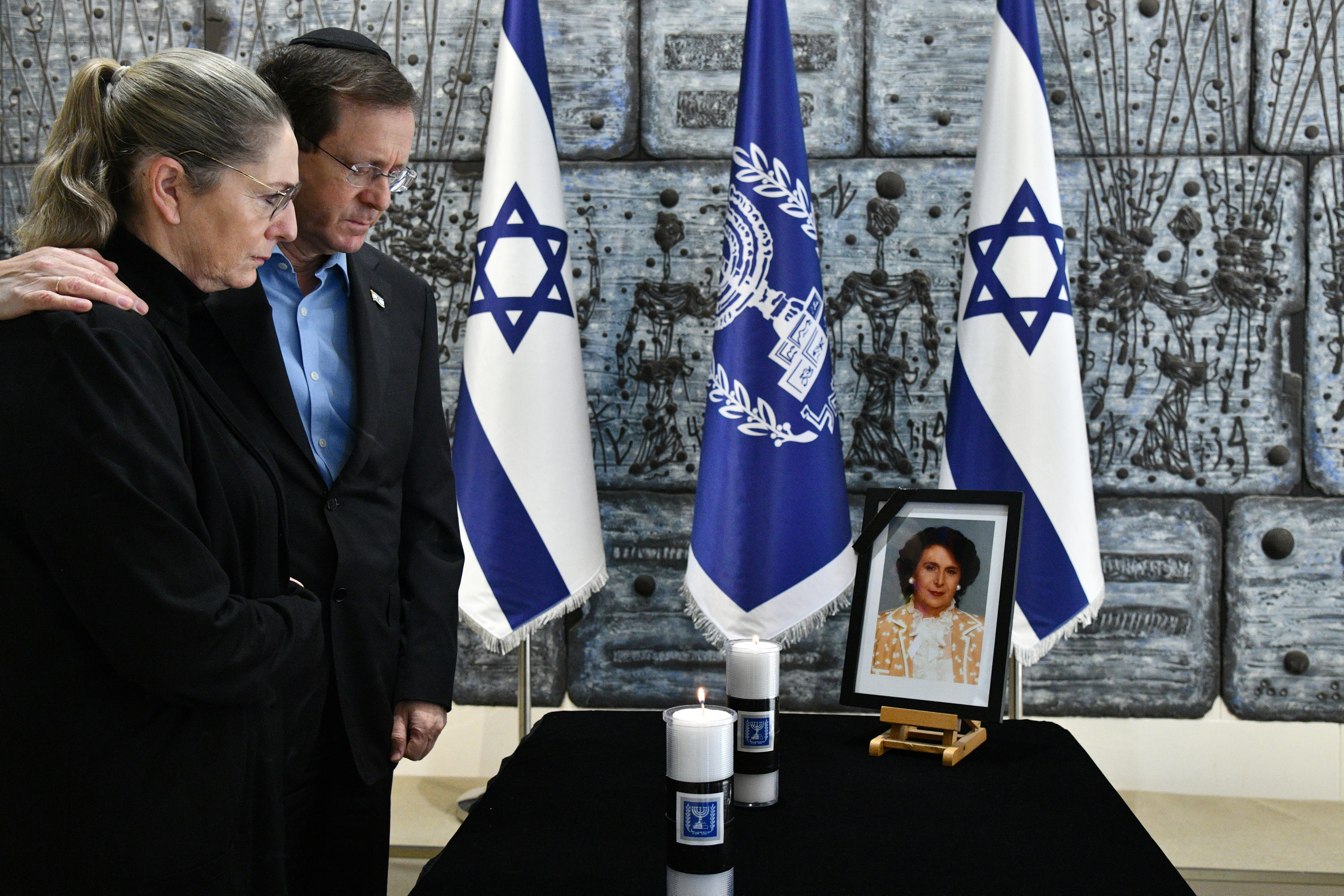
Funeral de Aura Herzog

Aura Herzog 1 (hebreo : אורה הרצוג) (nacida con el nombre de Ambache, Ismailía, Egipto, 24 de diciembre de 1924 - Herzliya, 10 de enero de 2022) fue una activista social y ambiental israelí, que se desempeñó como primera dama de Israel de 1983 a 1993; fue la esposa de Chaim Herzog, el sexto presidente del Estado de Israel y madre del actual presidente, Isaac Herzog. En 1968, fundó el Consejo para un hermoso Israel.

## Biografía
Aura Ambache nació en Ismailia, Egipto, el 24 de diciembre de 1924, en el seno de una familia judía asquenazí de ascendencia judeo rusa y judeo polaca. Sus padres fueron Leah Steinberg (hija de Yechiel Michal Steinberg, la familia fundadora de Motza, un pueblo en las afueras de Jerusalén), y Simcha Ambache (acrónimo hebreo de ani ma'amin b'emunah shleima - Creo en fe completa), ingeniero de profesión. La hermana de Aura, Suzy, se casó con el diplomático israelí Abba Eban.
La familia era originaria de Yafo, pero se mudó a Egipto después de que los turcos los expulsaran durante la Primera Guerra Mundial. Herzog asistió a escuelas francesas en Ismailia y El Cairo y completó su licenciatura en matemáticas y física en la Universidad de Witwatersrand, Sudáfrica.
En octubre de 1946, Herzog emigró a Eretz Israel. Al año siguiente, fue elegida para participar en la primera promoción de la Escuela Diplomática establecida por la Agencia Judía. Fue miembro de la Haganá, una organización de autodefensa judía en el Mandato Británico (1921-1948). En 1947 se casó con Jaim Herzog. La pareja tuvo cuatro hijos: Yoel, abogado y ex general de brigada, Michael Herzog, el embajador de Israel en los Estados Unidos, Isaac "Bugi" Herzog, el actual presidente de Israel, y Ronit, psicóloga clínica.
El 11 de marzo de 1948, resultó gravemente herida en un atentado con bomba contra el edificio de la Agencia Judía en la Casa de las Instituciones Nacionales en Jerusalén. Durante la Guerra de la Independencia, se desempeñó como oficial de inteligencia en el recién fundado Cuerpo Científico y el departamento de inteligencia Número 2 (Unidad 8200).

### Carrera diplomática y servicio público
De 1950 a 1954, acompañó a su esposo a los Estados Unidos, donde fue enviado como agregado militar, y nuevamente de 1975 a 1978, cuando se desempeñó como embajador ante las Naciones Unidas .
En 1958, Herzog encabezó el comité que organizó las celebraciones del décimo aniversario de Israel e inició el primer Concurso Bíblico Internacional, que se lleva a cabo anualmente el Día de la Independencia de Israel.
De 1959 a 1968, dirigió el Departamento de Cultura del Ministerio de Educación y Cultura y fue miembro del Consejo de las Artes y la Cultura. En 1969, fundó Council for a Beautiful Israel, una ONG de protección ambiental líder y la presidió durante 38 años, después de lo cual se convirtió en su presidenta internacional.
Después del final de la presidencia de su esposo y de su propio mandato como primera dama, ocupó varios cargos: Presidenta del Comité Público para la celebración del Jubileo de Israel (1998), Miembro de la Junta Consultiva Pública de Mifal Hapayis (lotería nacional de Israel), miembro de la Junta de Gobernadores del Museo de Tel Aviv y presidente de la asociación Amigos de Schneider del Centro Médico Infantil Schneider de Israel.

### Vida posterior
Murió el 10 de enero de 2022, a la edad de 97 años. Está enterrada junto a su esposo y varios otros líderes israelíes en el cementerio nacional del Monte Herzl en el oeste de Jerusalén.

## Obras publicadas
En 1971, publicó "Secretos de la Hospitalidad", un manual sobre hospitalidad, usos y costumbres.